# Pedagogia libertária

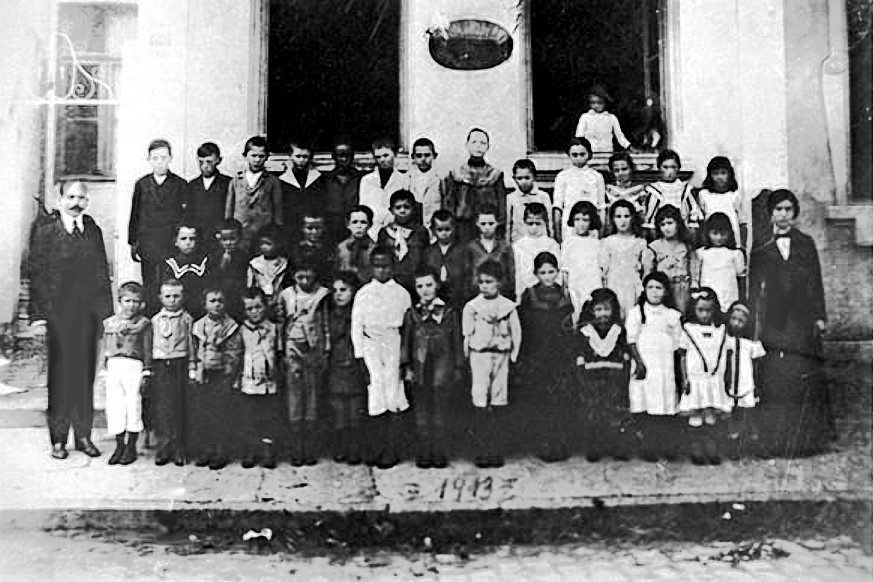
O pedagogo anarquista brasileiro João Penteado e seus estudantes na Escola Moderna número 1 inspirada na obra do pedagogo catalão Francesc Ferrer. Março de 1913.

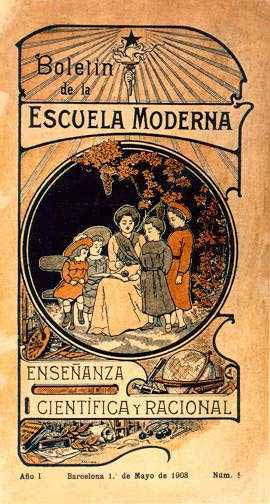
O Boletín de la Escuela Moderna, de 1905

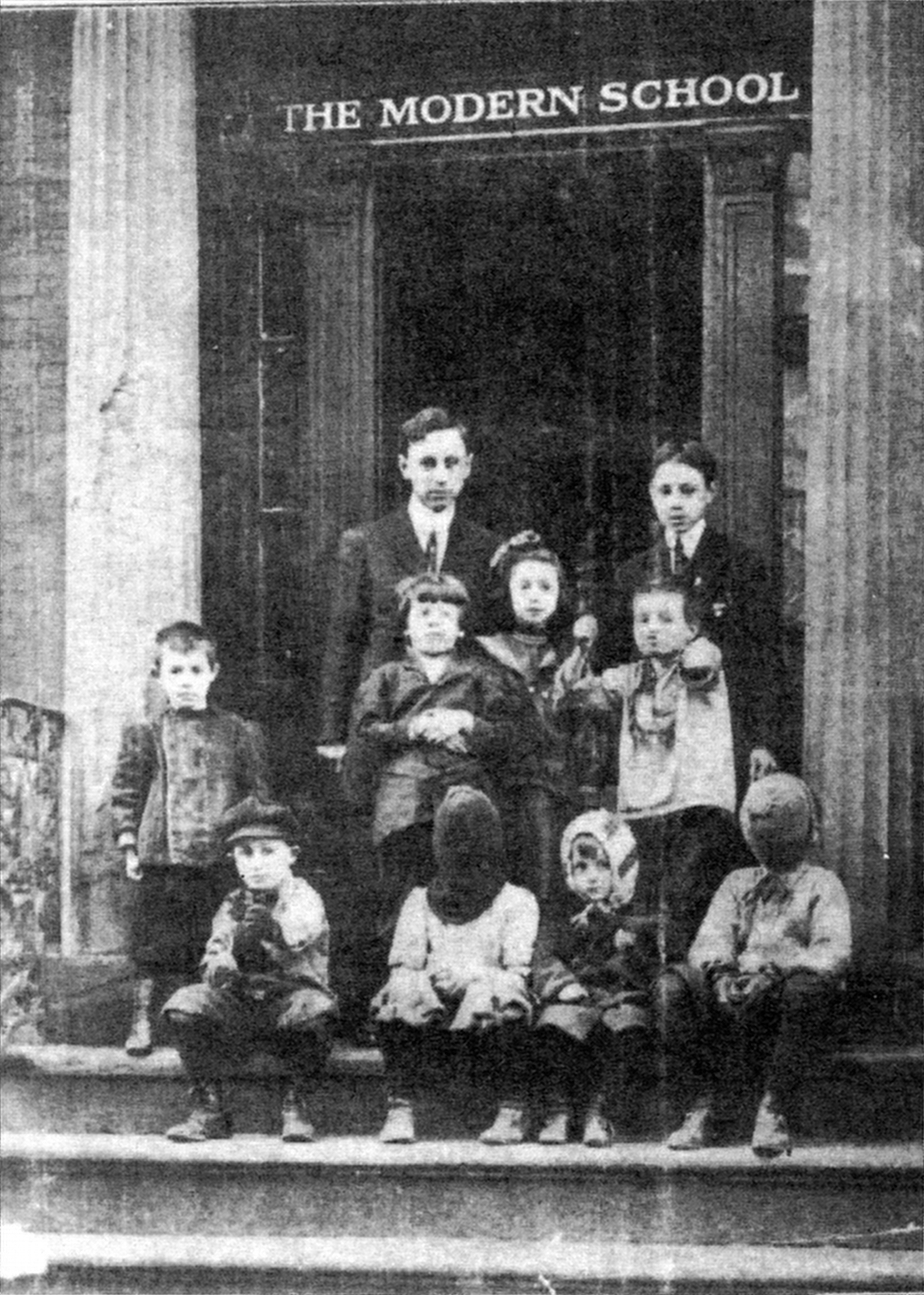
Escola Moderna na cidade de Nova York, 1911/12

A pedagogia libertária é uma tradição de crítica e reimaginação dos modelos educacionais que fundamentam as dinâmicas formais e informais de formação humana na sociedade. É herdeira e continuadora da crítica pedagógica socialista cujos antecedentes se encontram em Rousseau, Babeuf, Fourier, Proudhon, entre outros — até à consolidação do Anarquismo e do Socialismo libertário na Associação Internacional dos Trabalhadores, cujas filosofias políticas orientam e inspiram a elaboração de uma pedagogia propriamente libertária. A pedagogia libertária enfatiza acima de tudo as práticas pedagógicas, e valoriza a promoção da autonomia do sujeito e sua potência ética e crítica, considerando-as essênciais para a emancipação social no presente e para a construção de um horizonte revolucionário.
Libertários e anarquistas se interessaram intensamente pela educação como caminho de emancipação social, frequentemente defendida como ação simultânea às demais lutas sociais contra o capitalismo, como defendeu Bakunin e Fernand Pelloutier, e muitos outros. Motivou desde o início experimentações originais e contestatórias, como a ação educacional no interior do sindicalismo revolucionário, a formação de centros de cultura social dedicados a difundir as ciências e artes entre o proletariado, e o movimento global das escolas modernas, uma de suas manifestações mais elaboradas. A retomada contemporânea da história e práticas da pedagogia libertária tem sido marcante para o exame crítico dos modelos educacionais presentes e suas experimentações alternativas.